# Neale Donald Walsch
Neale Donald Walsch (* 10. září 1943, Milwaukee) je americký spisovatel a autor tří knih Hovorů s Bohem. Svou filozofii dále rozvíjí v knihách Přátelství s Bohem, Přijímání Boha, O lidských vztazích, Bůh, na kterého čekáme, Nová proroctví či Co si Bůh Přeje, které vyšly i česky. Jeho nejnovější kniha Home with God: In a Life That Never Ends byla vydána v roce 2006.
Narodil se 10. září 1943 v Milwaukee, USA, a je křtěný jako římský katolík, ale už z rodiny byl povzbuzován k tomu, aby hledal svou spirituální pravdu. Studoval Bibli, indické Védy a Upanišády. Říká, že jeho knihy nejsou channellingem, ale že jsou inspirovány Bohem a že mohou pomoci lidem vytvořit nový osobní vztah s ním. Bůh v jeho knihách například říká: „není nic, co musíte dělat“. Walsch věří v panteistického Boha, který komunikuje sám se sebou. Jeho vize jsou vyjádřeny ve filozofii Nové spirituality, která překračuje a spojuje všechna stávající náboženství a teologie, osvěžuje a přetváří je.[zdroj?] Založil nadaci Conversations with God a občanské a duchovní hnutí Humanity´s Team, jejichž smyslem je šířit myšlenky Nové spirituality a zavádět je do života, obzvláště myšlenku, že všichni jsme jednotní s Bohem i celým Životem a sdílíme jedinou existenci.
Walsch navazuje na spiritualitu 60. let dvacátého století a spojuje západní a východní duchovní nauky. V některých bodech lze nalézt paralely s vírou Bahá'í, ačkoliv baháisté nevěří v panteismus, nebo s velmi raným gnosticismem.[zdroj?]
Walschovy knihy jsou obvykle zařazovány mezi New Age, ale poněkud nesprávně, protože nepřinášejí náboženské představy a jsou zpravidla v harmonii se základními tématy moderní západní duchovní kultury (např. mají základní vnímání slušného chování, respektují svobodný život a svobodu druhých, jednají s ostatními jako s těmi, kteří se rozvíjejí sami, ctí přírodu a nejvyšší bytost).[zdroj?]
Walsch se setkává s kritikou za to, co někteří vidí jako přílišnou horlivost při hledání cest, jak získat peníze pro své organizace.[zdroj?]
Před začátkem publikování svých knih, na začátku 90. let, utrpěl Walsch několik těžkých životních ran, oheň zničil celý jeho majetek, rozpadlo se mu manželství, utrpěl těžké zranění při autonehodě. Sice se uzdravil, ale byl sám a nezaměstnaný. Walsch byl přinucený žít ve stanu nedaleko Ashlandu v Oregonu, sbíral použité plechovky, aby měl co jíst. V ten čas si Walsch myslel, že jeho život skončil. Zoufalý začal po práci psát a tak začala jeho cesta zpátky. Krátce také pracoval jako rozhlasový moderátor.
V roce 2003 napsal scénář k filmu Indigo a v roce 2006 k filmu Hovory s Bohem